# Ett hemligt giftermål
Ett hemligt giftermål é um filme de drama mudo sueco de 1912, dirigido por Victor Sjöström. Foi o filme de estreia de Sjöström como diretor.

## Elenco
- Hilda Borgström
- John Ekman
- Einar Fröberg
- Bergliot Husberg
- Richard Lund
- Anna Norrie